# Malignost
Malígnost ali zločéstost je izraz v medicini, ki opisuje pogubno bolezen. Maligna (zločesta) bolezen je navadno težko ozdravljiva, hitro napreduje in je v napredovani obliki nevarna, pogubna, lahko celo smrtna. Pogosto z izrazom opišemo novotvorbe, pri katerih se celice hitro, nenadzorovano množijo, prodirajo v sosedna tkiva in tvorijo zasevke; govorimo o raku. 
Nekateri izrazi zunaj onkologije, ki se nanašajo na malignost: 
- maligna hipertenzija – huda oblika povišanega krvnega tlaka,
- maligna hipertermija – smrtno nevarna hipertermija, ki je lahko posledica anestezije,
- maligni sifilis – huda oblik sifilisa,
- nevroleptični maligni sindrom – redka smrtna reakcija na zdravila proti božjasti (antiepileptiki) idr.

Protipomenka malignosti je benignost.